# Ace (Desperado)
Ace è un album della band Desperado fondata dal cantante Dee Snider.
L'album è stato registrato nel 1988 ma il gruppo non trovò mai una casa discografica disposta a pubblicarlo rimanendo nel dimenticatoio fino al 1996 quando fu pubblicato sotto il titolo di Bloodied, But Unbowed (e due tracce extra aggiunte). Dopo altri dieci anni finalmente l'album vide la luce nel formato originale, distribuito dalla casa discografica Deadline Records.

## Tracce
1. Hang 'em High – 4:50
2. Gone Bad – 3:45
3. (Run Wild Run Free) The Maverick – 5:06
4. The Heart Is a Lonely Hunter – 7:11
5. Calling for You – 4:55
6. See You at Sunrise – 5:53
7. There's No Angels Here – 4:55
8. Made for Trouble – 3:45
9. Ride Thru the Storm – 4:31
10. Son of a Gun – 5:34
11. Emaheeval – 4:35

## Formazione
- Dee Snider - voce
- Bernie Tormé - chitarra
- Marc Russel - basso
- Clive Burr - batteria